# 다이치 야스오
다이치 야스오(Yasuo Daichi, 1951년 11월 25일 ~ )는 일본의 영화 배우이다.
구마모토시에서 태어났다.

## 방송
- 공범자
- 쿠로코치
- 섬마을 선생님
- 생명의 발자국
- 오토메상

## 영화
- 더 47 로닌 인 데트 (2019년)
- 공범자 (2015년)
- 쿠로코치 (2013년)
- 진진 (2013년)
- 대단한 며느님 (2013년) - 쿠레타케 지로 역
- 생명의 발자국 (2013년)
- 레오니 (2010년)
- 레몬일 때 (2007년)
- 무사의 체통 (2006년)
- 세미시구레 (2005년)
- 민보의 여자 (1992년)
- 병원에 가자 (1990년)
- A사인 데이즈 (1989년)
- 바보 자식! 저 화났습니다 (1988년) - 에피소드 3 - 마스코 역
- 마지막 캬바레 (1988년)
- 우리들의 7일간의 전쟁 (1988년)
- 마루사의 여자 2 (1988년)
- 마루사의 여자 (1987년)